# Latolamm
Latolamm är en sjö i Orsa kommun i Dalarna och ingår i Dalälvens huvudavrinningsområde.